# KFNB – Tiger bis Mora
Die Dampflokomotiven TIGER bis MORA waren Güterzuglokomotiven der KFNB. Sie wurden 1855 von der Lokomotiven- und Maschinenfabrik J.A. Maffei in München an die KFNB mit der Achsformel 1B geliefert. Sie waren sehr ähnlich den unter VULCAN II bis GLAUCOS I beschriebenen Lokomotiven.
Die Maschinen wurden mehrfach umgebaut. Die Tabelle gibt die ursprünglichen Dimensionen wieder.
Die MORPHEUS und die TROPPAU wurden 1877 an die Lemberg-Czernowitz-Jassy-Eisenbahn verkauft. Sie bekamen dort die Namen BRZEZANY und BOJAN II und gehörten der LCJE-Reihe IIa an. Die BRZEZANY kam 1889 als 14.01 zur kkStB, die sie 1892 ausmusterte. Danach wurde die kkStB-Reihe 14 durch StEG-Maschinen besetzt.
Alle anderen Maschinen der hier besprochenen KFNB-Type wurden zwischen 1877 und 1894 ausgemustert.